# Moegistorhynchus longirostris
Moegistorhynchus longirostris — вид двокрилих комах родини шпилькаркових (Nemestrinidae)

## Поширення
Ендемік Південно-Африканської Республіки. Вид поширений вздовж західного узбережжя країни. Трапляється в піщаних низовинних узбережних рівнинах на висоті до 300 м над рівнем морем.

## Опис
Комаха має найдовший хоботок щодо розміру тіла серед всіх відомих комах, який у 3,5-4 рази довший за тіло. Тіло сягає завдовжки 1,5-2 см, в цей час хоботок становить 3,5-8 см. Цікаво, що в південніших популяцій хоботок коротший ніж у північних.

## Спосіб життя
Вид є запилювачем квіти з довгими трубками щонайменше 20 видів рослин з родин Iridaceae, Geraniaceae та Orchidaceae.